# كريستوفر تي راسيل
كريستوفر تي راسيل (بالإنجليزية: Christopher T. Russell)‏ هو أكاديمي أمريكي، ولد في 1943.